# 마쓰노키 무네코
마츠노키 무네코(일본어: 松木 宗子 まつのき むねこ[*], 메이레키 3년 12월 30일 (1658년 2월 2일) - 교호 17년 8월 30일 (1732년 10월 18일))는 에도 시대 초기의 여성이다. 레이겐 천황의 텐지로, 히가시야마 천황, 후쿠코 내친왕 등 3남 4녀의 생모이다. 아버지는 우대신 마츠노키 무네조, 어머니는 카와하타 히데코 (히가시니조노츠보네)이다. 뇨보 이름은 다이나이시노스케, 죠로노츠보네이다. 준삼후, 뇨인이다. 원호는 케이호몬인 (敬法門院)이다.

## 생애
레이겐 천황은 많은 궁녀들과 관계를 가진 것에서 줄줄이 황자, 황녀를 얻는 것에 대해서, 에도 막부가 기대했던 정비 뇨고 타카츠카사 후사코으로는 태자가 생기지 않고, 후사코와 여관들 혹은 여관들끼리의 경쟁이 치열했다. 막부 측 (교토쇼시다이ㆍ킨리즈키)은 고미즈노오인과 부케텐소와 협력하고, 오쿠 (후궁)의 숙정에 나서지만, 결과적으로 4명 있던 텐지가 한명이 되고, 오쿠의 운영에 지장을 초래하게 되었다. 그러나 막부 측에서 후임의 텐지의 위계 추천을 요구 받은 도후쿠몬인은 자신이 과거 추천한 궁녀가 숙청의 대상이 되어 궁중에서 퇴출당한 일에 분노하고 추천 거부, 고미즈노오인과 부케텐소도 레이겐 천황이 새로운 궁녀들과 관계를 갖는 것을 경계하고 보충에 소극적일 수 밖에 없었다.
이에 분노한 천황이 스스로 주도하고, 새로운 텐지를 찾기로 하고, 엔호 2년 (1674년) 5월, 마츠노키 무네코를 독단적으로 새로운 텐지에 올렸다. 그러나 부케텐소나 킨리즈키에게 통보하지 않고 이뤄진 이 임명은, 공식적인 것으로 인정되지 않고, 당초에는 "오이와(おいは(おいわ))"라는 가칭으로 불리게 되었다. 게다가 오래전부터 우려했듯이, 무네코는 천황의 총애를 받아 이듬해 9월에 고노미야 (훗날의 히가시야마 천황)을 낳았다. 뇨고 (후에 중궁으로 승격)의 타카츠카사 후사코로부터 황자를 얻지 못한 천황을 고노미야를 황위 계승자로 삼았고, 엔호 9년/덴나 원년 (1681년), 천황은 잠정적으로 황위 계승자로 온 이치노미야 (훗날의 제심 법친왕)를 대신해 고노미야를 황위 계승자로 할 방침을 정하고 (→ 오구라 사건), 11월 9일에는 고노미야의 생모인 무네코는 정식으로 텐지에 임명되어, "다이나곤텐지"로 불리게 되었다.
히가시야마 천황 즉위 후인, 겐로쿠 2년 (1689년)에 준삼후가 되었다. 
양위 후에도 레이겐 상황의 신임이 두터웠고, 에도 막부가 레이겐 상황의 정치적 영향력을 배제하려 한 후에도 상황은 무네코나 그의 부모인 마츠노키 무네조 부부를 통해 조정에 관여하려 하였다.
그런데, 겐로쿠 7년에는 지금까지 상황 측으로 보였던 기소 카쥬지 타테케이와 시미즈다니 사네나리가 무네코의 노여움을 사 경질되었고, 겐로쿠 10년에는 무네코의 뜻에 따라 섭가의 반대를 무릅쓰고 아리스가와노미야 유키히토 친왕의 왕녀 유키코 여왕을 입내시켰다. 겐로쿠 11년에는 자신이 낳은 후쿠코 내친왕과 쿠니나가 친왕 (후시미노미야)의 혼인을 실현시켰다. 이러한 행동은 반드시 레이겐 상황의 의향에 준거한 것은 아니며, 부케텐소에도 극비로 하고, 은밀하게 교토쇼시다이 마츠다이라 노부츠네와 회담을 갖고, 막부의 의향에 관해 의견을 교환하는 등 독자적인 요소를 가진 움직임이었다. 이러한 복잡한 움직임의 배경에는 막부가 상황의 정치적 영향력을 배제하기 위해 무네코를 친막부파로 끌어들여 이를 밀어붙일 방침을 세웠기 때문이다 (겐로쿠 10년에는 막부는 그녀를 여원에 준하는 취급으로 대우할 방침을 정하고 있다.). 또한 그녀의 생모 히가시니조노츠보네도 정식으로 여관으로 임명된 적이 없음에도, 천황의 외할머니로써 내전에 들어오는 것이 허락되어 텐지보다 상위에 자리 잡고 있었다. 
그러나 겐로쿠 12년 5월, 무네코가 어머니 히가시니조노츠보네와 신임하는 기소 나카미카도 스케히로와 함께 히가시야마 천황을 배제하고, 동생인 쿄고쿠노미야 아야히토 친왕을 옹립하려 한다는 풍설이 나돌면서, 스케히로가 기소를 사임했고, 이어 8월에는 에도 막부의 명령으로 히가시니조노츠보네의 내전에서의 퇴거와 스케히로의 핍색 (문을 잠그고 낮에 출입을 금하는 형벌)이 명령됨에 따라 무네코의 정치적 영향력이 저하되었다. 진상은 알 수 없으나, 히가시야마 천황이나 코노에 모토히로가 풍설을 이용해 에도 막부에 무네코나 스케히로의 전횡을 호소하며, 그 영향력 배제를 요구했을 것으로 보인다. 또 이듬 해 2월, 부케텐소 오기마치 킨미치의 파면도, 스케히로와의 관련이 지적되고 있다.
히가시야마 천황 붕어 후인, 쇼토쿠 원년 10월 17일 (1711년 11월 26일), 센도고쇼를 떠나 55세의 나이로 출가를 한다. 이는 나카미카도 스케히로 실각 후, 정치적 발언력 저하와 함께 히가시야마 상황과 쿄고쿠노미야가 잇따라 병사한 데 대한 정신적 타격이 컸던 것으로 보인다. 이에 조정에서는 12월 23일 (1712년 1월 19일), 그녀를 여원으로 삼았으나, 출가 후 법호인 케이호인 (敬法院)을 그대로 여원호로 사용하는 등, 대접을 잘 받지 못했다고 한다.
교호 17년 (1732년) 8월 30일, 76세의 나이로 사망하였다. 묘소는 교토부 교토시 카미쿄구 쇼죠켄인이다.
또한, 황녀 후쿠코 내친왕은 쿠니나가 친왕 (후시미노미야)과의 사이에서 사다타케 친왕을 얻었고, 사다타케 친왕의 증손자 (무네코의 내손)에 해당하는 쿠니이에 친왕이 구황족 11궁가의 모든 공통 조상이 되고 있어, 무네코는 나루히토의 현황실 (황자 히가시야마 천황의 자손)과 구황족 11궁가의 여계여자도 포함한 최근 공통조상이 되고있다. 